# Florey (Ausztráliai fővárosi terület)
Florey a főváros, Canberra egyik elővárosa Belconnen kerületben. A 2011-es népszámlálás alapján 5040 fő lakik itt. Florey városát báró Howard Floreyről nevezték el, aki 1945-ben Nobel-díjat nyert el penicillin kivonatával. A kisváros már 1975 óta létezik, de épületeinek legnagyobb részét a 80-as években építették. A település utcái megtekinthetők a Google Street View (Utcakép) szolgáltatással.

## Elhelyezkedése
Florey fekszik a legközelebb a Belconnen városközponthoz, ezenkívül van saját bevásárlóközpontja a Kesteven utca és a Ratcliff kereszteződés sarkán. A bevásárlóközpont falán helyezték el azt a bronz emléktáblát, amely bemutatja Howard Florey életét és munkásságát.

## Oktatás
A külváros három oktatási intézményt támogat, melyek
- Catholic St. Francis Xavier College (7-12éveseknek)
- St John's Primary (K-6 éveseknek), és az állami irányítású
- Florey Primary School

## Földrajza
A külváros északkeleti sarkától haladva a déli részek felé, a következő szilur időszakból származó sziklaalkzatokat találjuk:
- A Hawkin vulkán szürkészöld dácit és kvarcandezit kőzetei
- A Deakin-vető
- Meszes kőzetek a Yass-alcsoportból
- szürkészöld és lila riodácit
- lila riodácit
- rózsaszín riolit
- rózsaszín és lila riolit

## Fordítás
Ez a szócikk részben vagy egészben  a   Florey, Australian Capital Territory című angol Wikipédia-szócikk ezen változatának fordításán alapul.  Az eredeti cikk szerkesztőit annak laptörténete sorolja fel. Ez a jelzés csupán a megfogalmazás eredetét és a szerzői jogokat jelzi, nem szolgál a cikkben szereplő információk forrásmegjelöléseként.